# Les Maskoutains
Les Maskoutains ist eine regionale Grafschaftsgemeinde (französisch municipalité régionale de comté, MRC) in der kanadischen Provinz Québec.
Sie liegt in der Verwaltungsregion Montérégie und besteht aus 16 untergeordneten Verwaltungseinheiten (zwei Städte, zehn Gemeinden, eine Kantonsgemeinde, ein Dorf und zwei Sprengel). Die MRC wurde am 1. Januar 1982 gegründet. Der Hauptort ist Saint-Hyacinthe. Die Einwohnerzahl beträgt 87.099 (Stand: 2016) und die Fläche 1.302,90 km², was einer Bevölkerungsdichte von 66,9 Einwohnern je km² entspricht.

## Gliederung
Stadt (ville)
- Saint-Hyacinthe
- Saint-Pie

Gemeinde (municipalité)
- La Présentation
- Saint-Barnabé-Sud
- Saint-Bernard-de-Michaudville
- Saint-Damase
- Saint-Dominique
- Saint-Hugues
- Saint-Jude
- Saint-Liboire
- Saint-Marcel-de-Richelieu
- Sainte-Hélène-de-Bagot

Kantonsgemeinde (municipalité de canton)
- Saint-Valérien-de-Milton

Dorf (municipalité de village)
- Sainte-Madeleine

Sprengel (municipalité de paroisse)
- Sainte-Marie-Madeleine
- Saint-Simon

## Angrenzende MRC und vergleichbare Gebiete
- Pierre-De Saurel
- Drummond
- Acton
- La Haute-Yamaska
- Rouville
- La Vallée-du-Richelieu